# Vista Alegre, Guerrero
Vista Alegre är en ort i Mexiko.   Den ligger i kommunen San Marcos och delstaten Guerrero, i den södra delen av landet, 290 km söder om huvudstaden Mexico City. Vista Alegre ligger 57 meter över havet och antalet invånare är 223.
Terrängen runt Vista Alegre är platt åt sydost, men åt nordväst är den kuperad. Runt Vista Alegre är det ganska glesbefolkat, med 34 invånare per kvadratkilometer. Närmaste större samhälle är Las Vigas, 2,8 km sydost om Vista Alegre. Omgivningarna runt Vista Alegre är en mosaik av jordbruksmark och naturlig växtlighet.